# Micheal Azira
Micheal Azira (Kampala, 22 agosto 1987) è un ex calciatore e allenatore di calcio ugandese, di ruolo centrocampista e tecnico del Mississippi Brilla.

## Carriera

### Club
Dopo aver militato nelle giovanili del Lindsey Wilson Blue Raiders e del Mobile Rams, nel 2010 firma un contratto con il Mississippi Brilla. Nel 2012 si trasferisce al Charleston Battery. Nel 2014 viene acquistato dal Seattle Sounders, nel quale milita fino all'anno successivo. Nel 2015 viene impiegato anche nella seconda squadra del Seattle Sounders. Il 9 dicembre 2015 viene acquistato dal Colorado Rapids. Il 4 agosto 2018 viene ceduto in prestito al Colorado Springs Switchbacks. Il prestito si conclude qualche giorno dopo, con la cessione a titolo definitivo al Montréal Impact.

### Nazionale
La sua prima convocazione in nazionale risale al 2013. Ha esordito con la maglia della Nazionale il 12 novembre 2016, in Uganda-Repubblica del Congo (1-0), subentrando a Tony Mawejje al minuto 59.

## Statistiche

### Cronologia presenze e reti in nazionale
| Cronologia completa delle presenze e delle reti in nazionale ― Uganda | Cronologia completa delle presenze e delle reti in nazionale ― Uganda | Cronologia completa delle presenze e delle reti in nazionale ― Uganda | Cronologia completa delle presenze e delle reti in nazionale ― Uganda | Cronologia completa delle presenze e delle reti in nazionale ― Uganda | Cronologia completa delle presenze e delle reti in nazionale ― Uganda | Cronologia completa delle presenze e delle reti in nazionale ― Uganda | Cronologia completa delle presenze e delle reti in nazionale ― Uganda |
| Data                                                                  | Città                                                                 | In casa                                                               | Risultato                                                             | Ospiti                                                                | Competizione                                                          | Reti                                                                  | Note                                                                  |
| --------------------------------------------------------------------- | --------------------------------------------------------------------- | --------------------------------------------------------------------- | --------------------------------------------------------------------- | --------------------------------------------------------------------- | --------------------------------------------------------------------- | --------------------------------------------------------------------- | --------------------------------------------------------------------- |
| 12-11-2016                                                            | Kampala                                                               | Uganda                                                                | 1 – 0                                                                 | Rep. del Congo                                                        | Qual. Mondiali 2018                                                   | -                                                                     | 59’                                                                   |
| 4-1-2017                                                              | Tunisi                                                                | Tunisia                                                               | 2 – 0                                                                 | Uganda                                                                | Amichevole                                                            | -                                                                     |                                                                       |
| 11-1-2017                                                             | Abu Dhabi                                                             | Costa d'Avorio                                                        | 3 – 0                                                                 | Uganda                                                                | Amichevole                                                            | -                                                                     |                                                                       |
| 17-1-2017                                                             | Port-Gentil                                                           | Ghana                                                                 | 1 – 0                                                                 | Uganda                                                                | Coppa d'Africa 2017 - 1º turno                                        | -                                                                     | 46’                                                                   |
| 25-1-2017                                                             | Oyem                                                                  | Uganda                                                                | 1 – 1                                                                 | Mali                                                                  | Coppa d'Africa 2017 - 1º turno                                        | -                                                                     | 90’                                                                   |
| 14-6-2019                                                             | Abu Dhabi                                                             | Costa d'Avorio                                                        | 0 – 1                                                                 | Uganda                                                                | Amichevole                                                            | -                                                                     |                                                                       |
| 22-6-2019                                                             | Il Cairo                                                              | RD del Congo                                                          | 0 – 2                                                                 | Uganda                                                                | Coppa d'Africa 2019 - 1º turno                                        | -                                                                     |                                                                       |
| 26-6-2019                                                             | Il Cairo                                                              | Uganda                                                                | 1 – 1                                                                 | Zimbabwe                                                              | Coppa d'Africa 2019 - 1º turno                                        | -                                                                     | 61’                                                                   |
| 30-6-2019                                                             | Il Cairo                                                              | Uganda                                                                | 0 – 2                                                                 | Egitto                                                                | Coppa d'Africa 2019 - 1º turno                                        | -                                                                     |                                                                       |
| 5-7-2019                                                              | Il Cairo                                                              | Uganda                                                                | 0 – 1                                                                 | Senegal                                                               | Coppa d'Africa 2019 - Ottavi di finale                                | -                                                                     |                                                                       |
| 13-11-2019                                                            | Ouagadougou                                                           | Burkina Faso                                                          | 0 – 0                                                                 | Uganda                                                                | Qual. Coppa d'Africa 2021                                             | -                                                                     |                                                                       |
| Totale                                                                |                                                                       | Presenze                                                              | 11                                                                    |                                                                       | Reti                                                                  | 0                                                                     |                                                                       |

## Palmarès

### Club

#### Competizioni nazionali
- United Soccer Leagues Professional Division: 1

Charleston Battery: 2012
- U.S. Open Cup: 1

Seattle Sounders FC: 2014
- MLS Supporters' Shield: 1

Seattle Sounders FC: 2014